# Zimske olimpijske igre 1992
Zimske olimpijske igre 1992 (uradno XVI. zimske olimpijske igre) so bile zimske olimpijske igre, ki so potekale leta 1992 v Albertvillu v Franciji. Druge gostiteljske kandidatke so bile: Anchorage, ZDA; Berchtesgaden, Nemčija; Cortina d'Ampezzo, Italija; Lillehammer, Norveška; Falun, Švedska in Sofija, Bolgarija.
To so bile zadnje olimpijske igre, ki so potekale v istem letu kot poletne olimpijske igre in prve, na katerih so zimske olimpijske igre in zimske paraolimpijske igre potekale na istem prizorišču.

## Sodelujoče države
Na 16. zimskih olimpijskih igrah je nastopilo 64 držav, kar je kar 7 več kot na 15.
| - Alžirija - Andora - Argentina - Avstralija - Avstrija - Belgija - Bermudi - Bolivija - Brazilija - Bolgarija - Kanada - Čile - Ljudska republika Kitajska - Kostarika - Hrvaška - Ciper | - Češkoslovaška - Danska - Estonija - Finska - Francija - Nemčija - Združeno kraljestvo - Grčija - Honduras - Madžarska - Islandija - Indija - Irska - Italija - Jamajka - Japonska | - Severna Koreja - Južna Koreja - Latvija - Libanon - Lihtenštajn - Litva - Luksemburg - Mehika - Monako - Mongolija - Maroko - Nizozemska - Nizozemski Antili - Nova Zelandija - Norveška - Filipini | - Poljska - Portoriko - Romunija - San Marino - Senegal - Slovenija - Španija - Esvatini - Švedska - Švica - Tajvan - Turčija - Združena ekipa - ZDA - Ameriški Deviški otoki - Jugoslavija |

1. ↑  »Slogans«, The Olympic Design, 22. september 2019, arhivirano iz prvotnega spletišča dne 5. avgusta 2021, pridobljeno 26. julija 2021